# Meioneta brevis
Meioneta brevis là một loài nhện trong họ Linyphiidae.
Loài này thuộc chi Meioneta. Meioneta brevis được Alfred Frank Millidge miêu tả năm 1991.